# Bode Galerie & Edition

Die Bode Galerie & Edition ist eine Galerie, Katalog- und Grafikedition für moderne und zeitgenössische Kunst in Nürnberg, Frankfurt a.M. und Daegu (Südkorea).

## Geschichte
Die Galerie Bode & Edition wurde 1984 in Nürnberg von dem deutschen Galeristen und Kunstverleger Klaus D. Bode (* 1962) gegründet.
Klaus D. Bode ist Gründungsmitglied des Bundesverbandes der deutschen Kunstverleger e. V., für welchen er auch im Vorstand ehrenamtlich tätig war. Für den Verband saß er im Gremium des Deutschen Kulturrates und wirkte an der Fusionierung des Verbandes mit dem Bundesverband der Galerien zum heutigen Bundesverband Deutscher Galerien und Kunstverleger e. V. mit.
Die Bode Galerie vermittelt seit ihrer Gründung Kunst der klassischen Kunstgattungen: Malerei, Skulptur und Originalgraphik mit einer Konzentration auf die gegenständliche zeitgenössische Kunst. Mit Passion vermittelt die Bode Galerie künstlerische Positionen, die sich auszeichnen durch ihre zeitlose und einzigartige Formensprache und damit entscheidende Impulse innerhalb der zeitgenössischen Kunst geben. In Einzel- und Gruppenausstellungen werden die Arbeiten der vertretenen Künstler präsentiert. Zudem ist die Bode Galerie aktiv im Kunsthandel tätig, so fand im Jahr 2017 die Ausstellung „Sammlung Reinz“, unter anderem mit Werken von Ernst Wilhelm Nay, Willi Baumeister, Fernando Botero und Pablo Picasso, statt.
Die Galerie befindet sich im Stadtzentrum Nürnbergs in der Lorenzer Straße in der Nachbarschaft vom Neuen Museum und der Kunsthalle Nürnbergs. Seit 2007 ist die Galerie auch in Asien regelmäßig präsent. Neben der Teilnahme an Kunstmessen in China und Korea werden seit 2014 die Galeriekünstler in eigenen Galerieräumen in Daegu (Südkorea) präsentiert und bietet dadurch ihren Künstlern eine Plattform für die nachhaltige Vermittlung der künstlerischen Konzeptionen im ostasiatischen Raum. Durch diese interkulturelle Brücke ist es der Bode Galerie möglich,  außergewöhnliche südkoreanische Künstler, wie Woo Jong-Taek in den deutschen Kulturraum zu vermitteln.
Zu den von der Galerie vertretenen Künstlern gehören Peter Angermann, Donata Benker, Alain Clément, Ottmar Hörl, Thomas Junghans, Dietrich Klinge, Hoon Kwak, Roger Libesch, Herbert Maier, Harry Meyer, Cony Theis, Bernd Schwarting, Ralf Klement, Menno Fahl und Woo Jong-Taek.
Außerdem werden die Werke exklusiv aus dem Nachlass des deutsch-amerikanischen Künstlers Karl Hagedorn betreut. Seit 2017 arbeitet die Bode Galerie eng mit dem Nachlass des deutschen Nachkriegskünstlers Max Ackermann zusammen und realisiert unter anderem die erste Einzelausstellung im asiatischen Raum mit dem Künstler.
Im Verlag der Galerie werden Kataloge, Monografien und Werkverzeichnisse der Galeriekünstler herausgegeben. Sie ist Mitglied im Bundesverband Deutscher Galerien und Kunsthändler.

## Edition
Schwerpunkt der Edition bildet das Verlegen von Originalgraphik und Ausstellungen mit Originalgraphik von beispielsweise Elvira Bach.

## Veröffentlichungen
- Alain Clément: Ausgewählte Arbeiten / selected works 2004-2021, mit einer Einführung von Dr. Nicola Carola Heuwinkel: Malerei zwischen Renaissance und Erneuerung, Hrsg. Klaus D. Bode, Nürnberg 2022, ISBN 978-3-943800-37-1.
- Christopher Lehmpfuhl – Nürnberg, Nürnberg 2009, ISBN 3-9809333-6-9, Begleitheft zur Ausstellung, mit einem Text von Ilonka Czerny.
- Christopher Lehmpfuhl – Plein Air Malerei 2009–2014, Nürnberg 2014, ISBN 978-3-943800-05-0.
- Clemens Heinl: Sculptures with realistic presence. Nürnberg, 2014, ISBN 978-3-943800-06-7.
- Cony Theis – Paseos. Nürnberg, 2007, ISBN 3-9809333-3-4. (Katalog zur Ausstellung)
- Cony Theis – Am Meer. Nürnberg, 2010, ISBN 978-3-9809333-9-1. (Katalog zur Ausstellung)
- Dietrich Klinge: Sculptures. Daegu, 2014, ISBN 978-3-943800-07-4.
- Dietrich Klinge - eijip Serie, Nürnberg 2015, ISBN 978-3-943800-11-1, Katalog zur Ausstellung, mit einem Text von Sukmo Kim.
- Dietrich Klinge - Über das Fragment, die Zerstörung & die Natur, 2018, ISBN 978-3-943800-22-7, mit Texten von Dietrich Klinge, Joseph A. Becherer, Alfred Meyerhuber.
- Dietrich Klinge & Ernst Ludwig Kirchner: Ein Dialog zwischen Form und Fläche, Nürnberg 2019, Katalog zur Ausstellung, mit einem Text von Elena Then.
- Dietrich Klinge - Zerbrochen, Nürnberg 2019, ISBN 978-3-96697-000-6, mit Texten von Alfred Meyerhuber.
- Dietrich Klinge - Hände, Nürnberg 2020, ISBN 978-3-943800-29-6, Katalog zur Ausstellung, mit Text von Anna Bode.
- Elvira Bach: 70 Jahre Elvira Bach, Nürnberg 2021, ISBN 978-3-943800-33-3, Katalog zur Ausstellung, mit einem Text von Anabel Schaffer.
- Herbert Maier: Paintings 2000–2014. Nürnberg 2015, ISBN 978-3-943800-08-1.
- Harry Meyer – Landnahme 2006. Nürnberg, 2006, ISBN 3-9809333-2-6. (Katalog zur Ausstellung)
- Harry Meyer – Die Kleinen Bilder. Nürnberg 2007, ISBN 3-9809333-4-2. (Katalog zur Ausstellung)
- Harry Meyer – Landschaftsmalerei. Nürnberg/Seoul, 2009, ISBN 3-9809333-7-7. (Katalog zur Ausstellung in Seoul/Korea, mit einem Text von Antonia Lindner)
- Harry Meyer – Kalt. Nürnberg, 2010, ISBN 978-3-935438-15-5.
- Harry Meyer – Hiberna. Nürnberg, 2012, ISBN 978-3-943800-01-2.
- Harry Meyer – Stilles Leben. Nürnberg, 2013, ISBN 978-3-943800-02-9.
- Harry Meyer – Paintings 1993–2013. Nürnberg, 2014, ISBN 978-3-943800-04-3.
- Harry Meyer: Kinesis, Nürnberg 2021, ISBN 978-3-943800-31-9, Katalog zur Ausstellung, mit einem Text von Brigitte Herpich.
- Jochen Pankrath: Abstrakte Philosophen und andere Übermalungen, Nürnberg 2019, ISBN 978-3-943800-23-4, Katalog zur Ausstellung, mit einem Text von Hans-Peter Miksch.
- Karl Hagedorn – Europäische Wurzeln, Amerikanische Blüten – Werkmonographie. Nürnberg, 1994, ISBN 3-9802859-6-0.
- Koo Ja-Hyun. Nürnberg 2009, ISBN 3-9809333-8-5.
- Kwak Hoon: Halaayt, Katalog zur Ausstellung, mit einem Text von Park Young Taek (Kunstkritiker und Professor an der Kyonggi-Universität), Hrsg. Klaus D. Bode, Nürnberg 2023, ISBN 978-3-943800-39-5.
- Max Ackermann und das Informel, mit einer Einführung von Dr. Nicola Carola Heuwinkel: Max Ackermann und das Abstrakt-Absolute, Hrsg. Klaus D. Bode, Nürnberg 2022, ISBN 978-3-943800-36-4
- Max Ackermann – Musik im Bilde, Nürnberg 2020, ISBN 978-3-943800-20-3, Katalog zur Ausstellung, mit einem Text von Antje Graevenitz.
- Skulptur im Garten. Nürnberg 2006, ISBN 3-9809333-1-8. (Begleitheft zur Ausstellung)
- Skulptur im Garten. Nürnberg 2008, ISBN 3-9809333-5-0. (Texte von Eva Schickler und Antonia Lindner)
- Säulen der Moderne, Nürnberg 2023, ISBN 978-3-943800-40-1. (Katalog zur Ausstellung)
- Udo Kaller – Malerei, Nürnberg 2002, ISBN 978-3-9802859-3-3.
- Wolfgang G. Bühler: Sechsundsechzig, Katalog zur Ausstellung der Bode Galerie & Edition, Text von Hans-Peter Miksch, Hrsg. Klaus D. Bode, Nürnberg 2023, ISBN 978-3-943800-38-8
- Woo Jong-Taek: Memories of Origin, Nürnberg 2021, ISBN 978-3-943800-32-6, Katalog zur Werkreihe, mit einem Text von Gwang Rae Lee (Honorar Professor Ästhetik, Kangwon National University, Südkorea).
- Wolfgang Zelmer – Werkverzeichnis der Druckgraphik 1978–1994. Nürnberg, 1994, ISBN 3-9802859-4-4.
- Wolfgang Zelmer – Gesammelte Zeit, Werkmonographie. Nürnberg, 1998, ISBN 3-9802859-5-2.
- Wolfgang Zelmer – Werkverzeichnis der Druckgraphik II 1995–2000. Nürnberg, 2000, ISBN 3-9802859-7-9.
- Wolfgang Zelmer – Nature Morte. Nürnberg 2002, ISBN 3-9802859-9-5. (Werkverzeichnis)
- Wolfgang Zelmer – Modern Still Lifes. Nürnberg/Seoul 2008, ISBN 3-9802859-9-5. (Veröffentlicht anlässlich der Ausstellung im Gana Art Space Seoul)